# Capture de l'aéroport international de Tocumen
Invasion du Panama par les États-Unis
Batailles
Invasion du Panama par les États-Unis :
- Tocumen
- Acid Gambit
- Renacer
- Rio Hato
- Paitilla Airport (en)
- Balboa Harbour (en)
- Fort Amador (en)
- Coco Solo (en)
- Pacora River Bridge (en)
- Panama City (en)
- Nifty Package (en)
- Western Operations (en)
- Madden Dam (en)

La capture de l'aéroport international de Tocumen est une opération militaire américaine survenue lors de l'invasion du Panama. Le but de cette opération était de capturer l'armée de l'air panaméenne, basée à l'aéroport, et de fermer l'aéroport au trafic entrant au Panama.
La capture de l'aéroport international de Tocumen a été exécutée par les rangers de l'armée américaine du 75th Ranger Regiment.

## Contexte
Les États-Unis avaient élaboré un plan en trois étapes pour capturer l'aéroport international de Tocumen : isoler Objective Bear (le terminal principal), éliminer la résistance ennemie et empêcher la Panama Defence Force (PDF) d'interférer avec l'opération Just Cause.
La compagnie C pouvait compter sur un appui-feu composé d'un hélicoptère de combat AC-130 "Spectre" et d'hélicoptères d'attaque AH-6 (en). Le plan américain pour l'AC-130 était de nettoyer trois positions de mitrailleuses de calibre .50 et une position anti-aérienne ZPU-4 à l'aéroport, tandis que les AH-6 devaient neutraliser la tour de garde de la PDF.
Au départ, les services de renseignement américains ont indiqué qu'il y avait très peu de monde dans le terminal principal à l'heure H. Cependant, deux vols internationaux venaient d'atterrir à l'aéroport, qui était encore pleinement opérationnel. Il y avait 398 civils dans l'aéroport au lieu des quelques dizaines que les américains s'attendaient à trouver. En plus de cet échec du renseignement, la 2e compagnie de la PDF était en état d'alerte et patrouillait dans et autour des aérogares de l'aéroport.

## Conséquences
Le matin du 20 décembre 1989, vers 7 h 0 du matin, la compagnie Ranger a pu rejoindre des unités de la 82nd Airborne Division. Les prisonniers, les détenus et les documents et armes confisqués ont été remis au commandant de la compagnie de police militaire de la 82e division aéroportée.
Au cours de l'opération de capture de l'aéroport, 2 rangers ont été blessés, 5 soldats de la PDF ont été tués et 21 ont été capturés.